# Mark McClelland
Mark Peter McClelland (nacido el 30 de marzo de 1976) es un músico norirlandés conocido sobre todo por ser el ex bajista de la banda Snow Patrol. McClelland ha recibido el Premio Ivor Novello por su trabajo en el álbum Final Straw. Actualmente es el bajista del grupo alternativo Little Doses.

## Carrera
Mark McClelland nació el 30 de marzo de 1976, y asistió a la Sullivan Upper School en su juventud. En 1994, comenzó a asistir a la Universidad de Dundee para estudiar Economía financiera. Durante su primer año, fundó la banda Shrug con Michael Morrison y Gary Lightbody. Morrison dejó la banda en 1995 y con el nuevo batería Jonny Quinn, se convirtieron en Polar Bear y finalmente en Snow Patrol. El 9 de julio de 1998, McClelland se graduó con honores de primera clase y fue uno de los tres únicos estudiantes que se graduaron en el curso ese año. Además, fue el único estudiante que se graduó en primera clase para ese curso ese año. Unas semanas después, Snow Patrol lanzó su primer álbum de estudio Songs for Polarbears (una referencia al nombre anterior de la banda, Polarbear) bajo Jeepster. En 2001, la banda lanzó su segundo álbum de estudio Cuando todo ha terminado aún tenemos que limpiar. Durante este tiempo, McClelland también fue miembro de The Reindeer Section, un conjunto escocés iniciado por su compañero de banda Lightbody. También apareció en el álbum de Iain Archer Flood The Tanks y en el álbum debut homónimo de Cut La Roc, tocando la canción "Post Punk Progression" con Snow Patrol.
McClelland abandonó la banda en 2005 tras el éxito de su álbum de 2003 Final Straw, supuestamente por diferencias creativas. En declaraciones al periódico escocés The Daily Record, McClelland afirmó que fue despedido porque Lightbody "quería más control y menos interferencia", y añadió que Snow Patrol sería ahora un proyecto en solitario. El NME informó más tarde de que la disputa se centraba en los créditos de la composición de Final Straw, ya que McClelland consideraba que su contribución no había sido suficientemente reconocida.
McClelland ha pasado a crear la banda Little Doses, junto con su novia (ahora esposa), la cantante Kirsten Ross y el batería Michael Branagh de Degrassi.

## Litigios
El 10 de septiembre de 2007, el sitio de noticias de la BBC informó de que McClelland ha presentado un escrito en el Tribunal Superior de Londres solicitando el 25% de las ganancias de la banda desde que la dejó en marzo de 2005.

## Discografía
- Starfighter Pilot (1997)
- Songs for Polarbears (1998)
- When It's All Over We Still Have to Clear Up (2001)
- Final Straw (2003)
- Flood the Tanks
- Sessions@AOL (2004)
- La Roc Rocs (2000)